# Oberer Turm (Aarau)

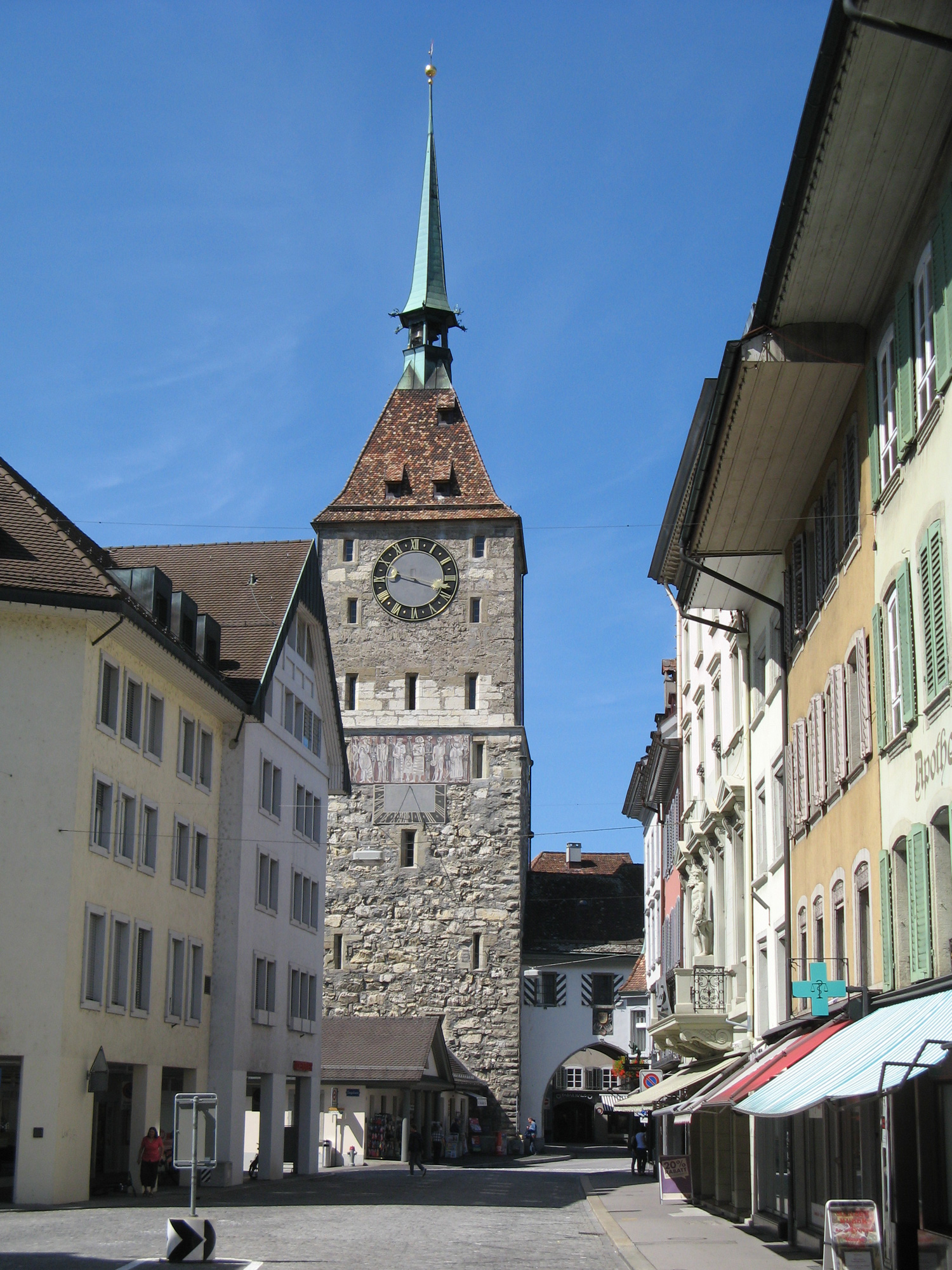
Oberer Turm

Aarau, Stadtturm, 1932

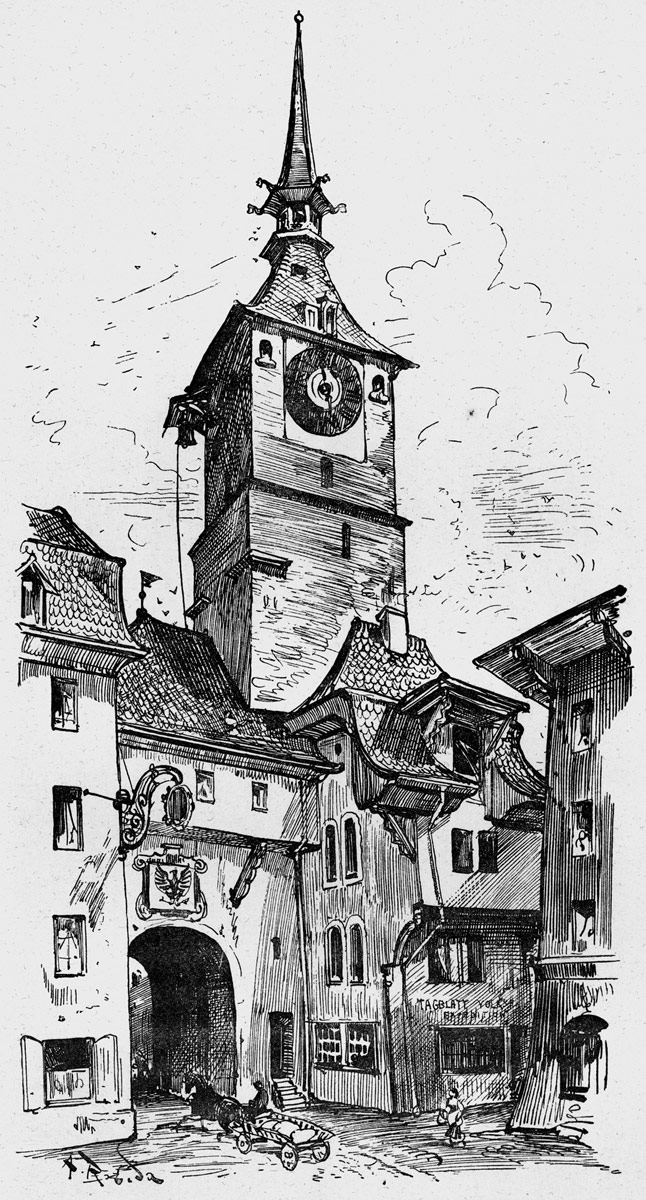
Ansicht der Rückseite (1879)

Der Obere Turm (auch Obertor genannt) ist ein Torturm in Aarau in der Schweiz. Er befindet sich am Rande der Altstadt am Holzmarkt, der Kreuzung von Rathausgasse, Graben, Vorderer Vorstadt und Ziegelrain. Mit einer Höhe von 62 Metern ist der Obere Turm ein Wahrzeichen der Stadt.

## Geschichte
Wann genau der Turm erbaut wurde, ist nicht überliefert. Seine Entstehung hängt aber eng mit der Stadtgründung zusammen, die kurz vor Mitte des 13. Jahrhunderts erfolgte. Der Turm war ursprünglich weitaus weniger hoch; er reichte ungefähr bis zum Mauerabsatz in der Mitte und war möglicherweise durch einen Zinnenkranz abgeschlossen. Um die Wende vom 15. zum 16. Jahrhundert wurde der Turm mit weniger starken Mauern aufgestockt.
1531 malte Hans Leu der Jüngere das Zifferblatt der Turmuhr, 1532 fertigte Hans Lutherer die Räderuhr an, die bis heute erhalten geblieben ist. Heinrich Oeschly erstellte schliesslich 1533 die Dachkonstruktion, auf dessen Helm ein Glockenturm aufgesetzt wurde. Die heutige Dachgestaltung besteht seit 1580. In der Folge kam es am Äusseren, abgesehen von Renovationen, nur noch zu geringen Änderungen. Der Helm wurde 1753 mit Kupferblech verkleidet, 1868 setzte man eine Kupferkugel mit Windfahne darauf.
Das Obertor, das sich unmittelbar neben dem Turm befindet, wurde 1359 erstmals urkundlich erwähnt und geht auf die früheste Stadtbefestigung zurück. Bis zur ersten Stadterweiterung (durch die Anlage eines zweiten Mauerrings) bestand ein Zwinger. Das Torhaus besteht seit mindestens 1612 in seiner heutigen Form. Ab 1804 blieb das Tor nachts durchgehend geöffnet. Der Graben vor Turm und Tor wurde 1820 aufgefüllt. Ein Jahr später errichtete man die Landjägerwache mit einer klassizistischen Hauptfassade. 1928 wurde der Durchgang durch das Tor für den motorisierten Verkehr verbreitert, daneben schuf man einen zweiten Durchgang für Fussgänger.

## Gebäude

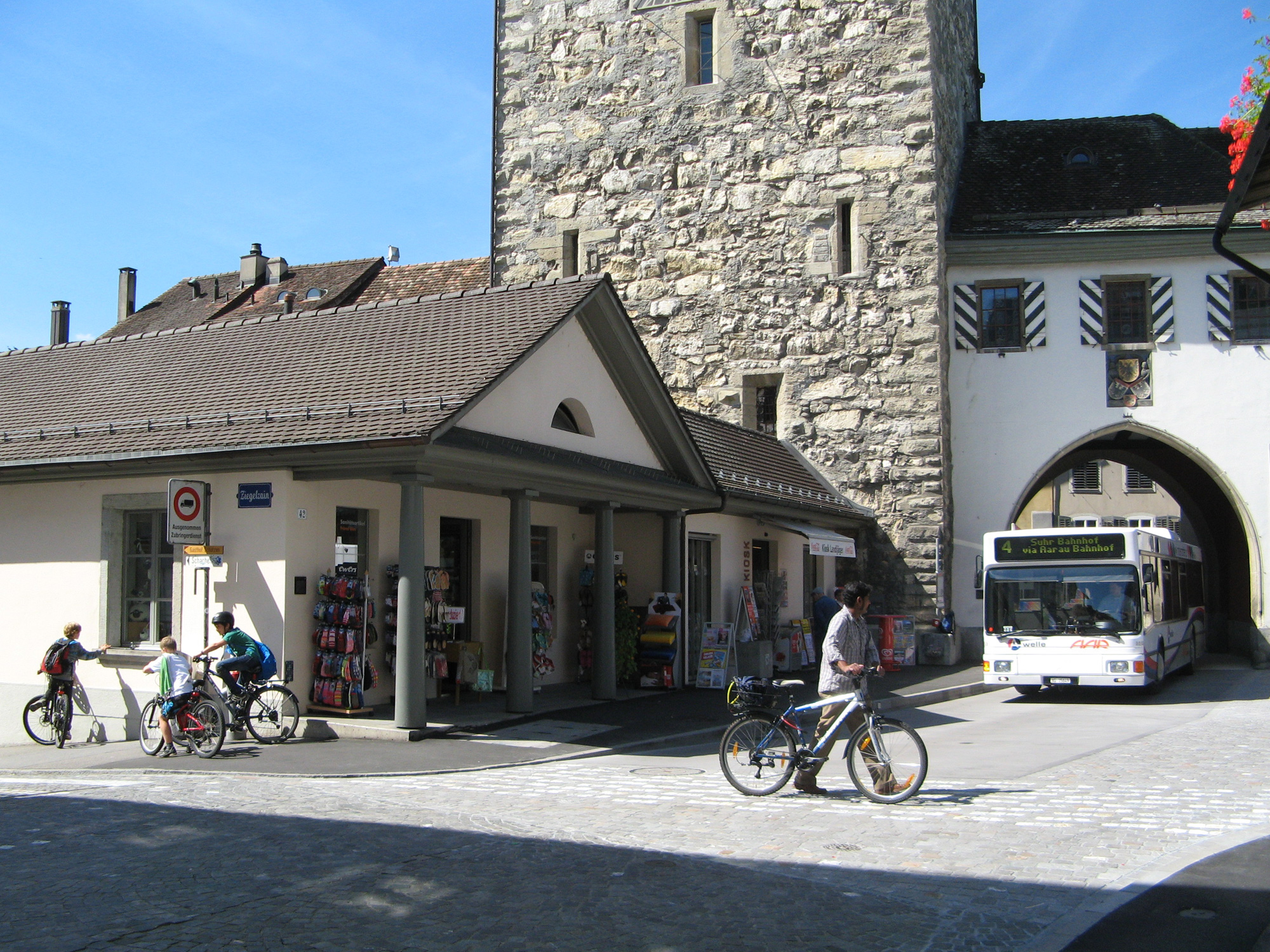
Landjägerwache und Oberes Tor

Zusammen mit der Stadtkirche und dem Schlössli gilt der Obere Turm als Wahrzeichen Aaraus und beherrscht mit diesen das Stadtbild im Zentrum. Der Turm erreicht mit dem aufgesetzten Zeltdach und dem Glockentürmchen eine Höhe von 62 Metern. Seit der Auffüllung des Stadtgrabens reicht er mit seinen beiden untersten Stockwerken unter das Strassenniveau. Die untere, ältere Hälfte des Turms besteht aus rauem Mauerwerk mit bossierten, randgeschlagenen Ortsteinen. Der obere, aus glatten Quadern gefügte Teil, ist ein wenig schmaler. In regelmässigen Abständen sind Scharten angeordnet.
Die untersten fünf Stockwerke des Turms dienten früher als Gefängniszellen, im neunten Stockwerk ist die Turmuhr untergebracht. Im zehnten Stockwerk befand sich bis 1876 die Wohnung des Turmwächters, das Dachgeschoss enthält ein Carillon mit elf Glocken. Im aufgesetzten Glockentürmchen gibt es zwei weitere Glocken, die um die Wende vom 14. zum 15. Jahrhundert gegossen wurden. Auf der Aussenseite des Torhauses ist das 1966 von Felix Hoffmann angefertigte Wandbild «Totentanz» zu sehen. Über der Toröffnung ist als Relief eine Wappenpyramide (Reich-Aarau-Bern) angebracht.